# Ziemniak

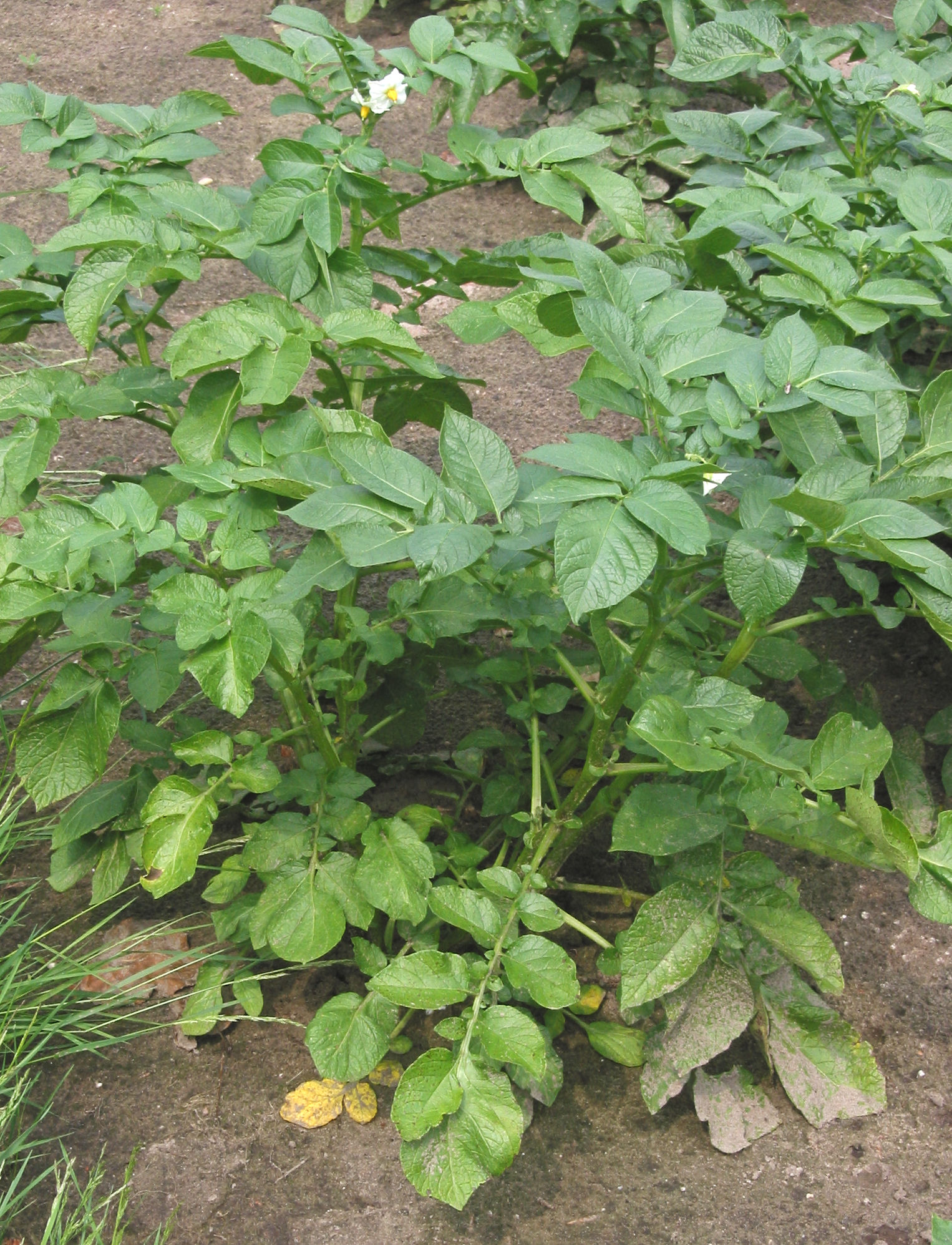
Roślina

Psianka ziemniak, ziemniak (Solanum tuberosum L.) – gatunek rośliny należący do rodziny psiankowatych. Nazwa „ziemniak” odnosi się zarówno do całej rośliny, jak i do jej jadalnych, bogatych w skrobię bulw pędowych, z powodu których ten gatunek uprawia się na skalę masową. Roślina wywodzi się z Ameryki Południowej, gdzie zaczęto ją uprawiać już tysiące lat temu. Ziemniak został przywieziony do Europy w końcu XVI wieku, a w ciągu następnych stuleci stał się jednym z podstawowych składników jadłospisu na całym świecie. W 2009 był czwartą pod względem wielkości produkcji rośliną uprawną (po kukurydzy, ryżu i pszenicy).

## Występowanie i pochodzenie
W stanie dzikim ponad 200 gatunków bulwiastych psianek występuje w obu Amerykach, od Stanów Zjednoczonych po Urugwaj. Pierwotnie uważano, że ziemniak udomowiono niezależnie w wielu kulturach, jednak nowsze badania genetyczne ujawniły, że wszystkie odmiany rośliny wywodzą się z gatunku Solanum brevicaule, uprawianego w południowym Peru od przynajmniej 7–10 tysięcy lat. W obrębie gatunku S. tuberosum rozróżniane są dwa podgatunki (w nowszych publikacjach określane jako dwie grupy bez rangi taksonomicznej), z których jeden (subsp. andigenum) uprawiany był w czasach przedkolumbijskich w Andach na obszarze od zachodniej Wenezueli po północną Argentynę. Drugi podgatunek (subsp. tuberosum) uprawiany był na obszarach oddalonych o 560 km na południe – na nizinach w południowo-środkowym Chile (ziemniaki te określane są także jako grupa Chilotanum).
W wyniku setek lat krzyżowania i sztucznej selekcji powstało ponad tysiąc odmian uprawnych ziemniaka. Po hiszpańskiej konkwiście Nowego Świata, z pierwotnego zasięgu upraw początkowo rozprzestrzeniane były odmiany andyjskie. Po podboju Państwa Inków Hiszpanie sprowadzili ziemniaki do Europy po raz pierwszy w 1567 roku – skąd żeglarze upowszechnili uprawę rośliny na całym świecie. Początkowo rolnicy byli wobec nowej uprawy sceptyczni (wierzono na przykład, że jedzenie bulw ziemniaka wywołuje trąd). Znaczenie spożywcze ziemniaki zaczęły zyskiwać po 1700 roku, przy czym początkowo uprawiano odmiany andyjskie. Do Europy odmiany chilijskie trafiły na początku XIX wieku i obie grupy były uprawiane przez cały XIX wiek. Jednak współcześnie ponad 99% odmian ziemniaka wywodzi swój germplasm od odmian chilijskich.
W XIX wieku ziemniak stał się podstawą diety milionów mieszkańców kontynentu europejskiego i nieodzownym elementem wielu kuchni regionalnych. Jego znaczenie wzrosło do tego stopnia, że niektórzy badacze przypisują uprawie ziemniaka XIX-wieczny gwałtowny wzrost populacji Europy. Jednak przestawienie produkcji rolnej głównie na ziemniaki niosło także zagrożenia. Niska różnorodność genetyczna odmian uprawianych w Europie spowodowała, że były one znacznie mniej odporne na choroby niż odmiany i gatunki występujące w Amerykach. W 1845 przywleczona zza oceanu zaraza ziemniaka wywołana przez lęgniowce z gatunku Phytophthora infestans zniszczyła w ciągu dwóch lat do 90% zbiorów ziemniaka w Irlandii. Doprowadziło to do wielkiego głodu i śmierci około miliona osób.

## Morfologia

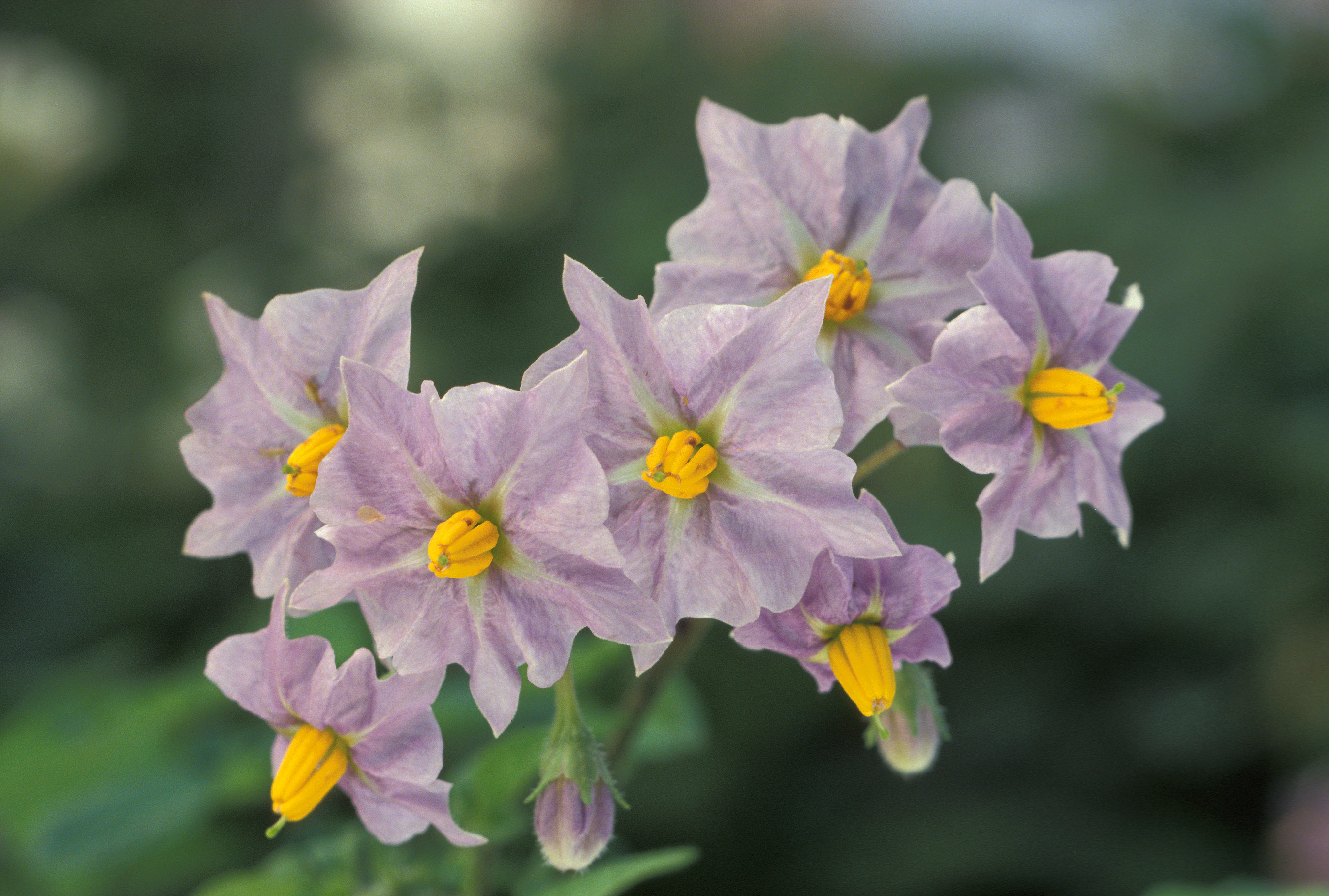
Kwiaty

Diagram kwiatowy ziemniaka
1-działka korony
2-płatki korony
3-pręciki
4-słupek

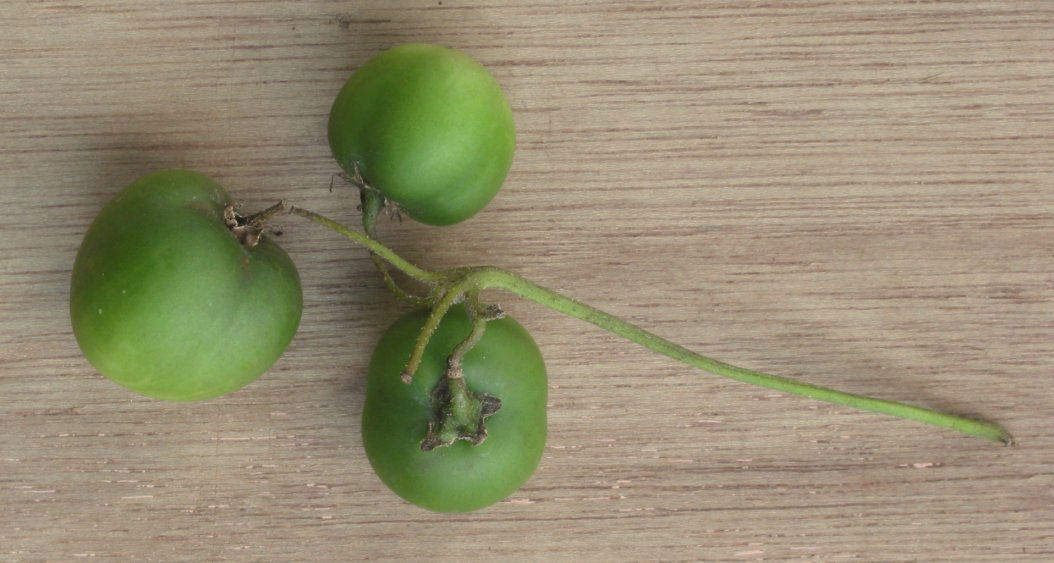
Owoce

PokrójPędy nadziemne tworzą tzw. krzak o zmiennym pokroju i ulistnieniu. Tworzy go 4–8 łodyg pionowo wzniesionych (krzak wyprostowany) lub w dole odgiętych (krzak rozesłany). Pędy silnie ulistnione tworzą tzw. krzak liściowy, a słabo ulistnione – łodygowy. Pędy osiągają zazwyczaj od 30 do 80 cm wysokości, są nagie lub rzadko owłosione przylegającymi, pojedynczymi lub gruczołowatymi włoskami.
ŁodygaGruba, mięsista, na przekroju okrągła lub kanciasta (trójkątna lub czworokątna). Zielona lub u odmian zabarwiona antocyjanami na czerwono, fioletowo lub kolor brunatny. W części podziemnej z kątów wcześnie zamierających liści wyrastają rozgałęziające się kłącza (stolony) z podziemnymi bulwami. Kłącza są długie, cienkie i rozgałęzione. Powstające na nich bulwy są także zmodyfikowanymi łodygami – mają typowy dla nich układ tkanek, a na powierzchni spiralnie (jak na łodydze nadziemnej) rozwinięte blizny liściowe (tzw. brwi) i powstające w ich kątach pąki (główny i dwa boczne). Pąki wraz z blizną liściową tworzą tzw. oczko. Bulwy mają różną barwę, osiągają zazwyczaj średnicę 3–10 cm.
LiścieSkrętoległe, wyrastają spiralnie lewoskrętnie. Blaszka jest nieparzysto-pierzasto-sieczna. Większe odcinki to okrągłojajowate listki, przy czym listek szczytowy różni się wielkością i kształtem od bocznych. Między listkami występują mniejsze listeczki. Na jednym liściu złożonym znajduje się 6–8 par listków i listeczków. U nasady ogonków o długości 2,5–5 cm znajdują się przylistki. Blaszki liście są zielone o różnej intensywności, przy czym ogonki i nerwy bywają czerwono nabiegłe.
KwiatyZebrane w luźne, pozorne podbaldachy rozwijające się pozornie szczytowo z kątów górnych liści lub rzadziej – na szczycie pędu. Kwiaty osadzone są na szypułce członowanej (stawowej w połowie długości) osiągającej 1–2 cm. Kielich jest zielony i pięciodzielny (rzadko działek jest 6), przy czym kształty działek są zmienne w zależności od odmiany. Zrosłopłatkowa korona o średnicy 2,5–3 cm ma barwę białą, różową, błękitną, fioletową lub pośrednią. W części środkowej z żółtozieloną gwiazdą. Pręciki w liczbie 5 są zrośnięte u nasady z płatkami korony, w górze stulone stożkowato. Pękają na szczycie dwoma otworami. Ich nitki mają ok. 1 mm długości, a pylniki 5–6 mm. Pylniki są pomarańczowe lub żółte. Słupek składa się z dwukomorowej, nagiej zalążni. Ma ok. 8 mm długości. Znamię jest główkowate.
OwoceZielone lub żółtawozielone, dwukomorowe, kuliste jagody, czasem prążkowane, osiągają ok. 1,5 cm średnicy. Są wielonasienne. Nasiona są spłaszczone, słabo nerkowate.

## Biologia

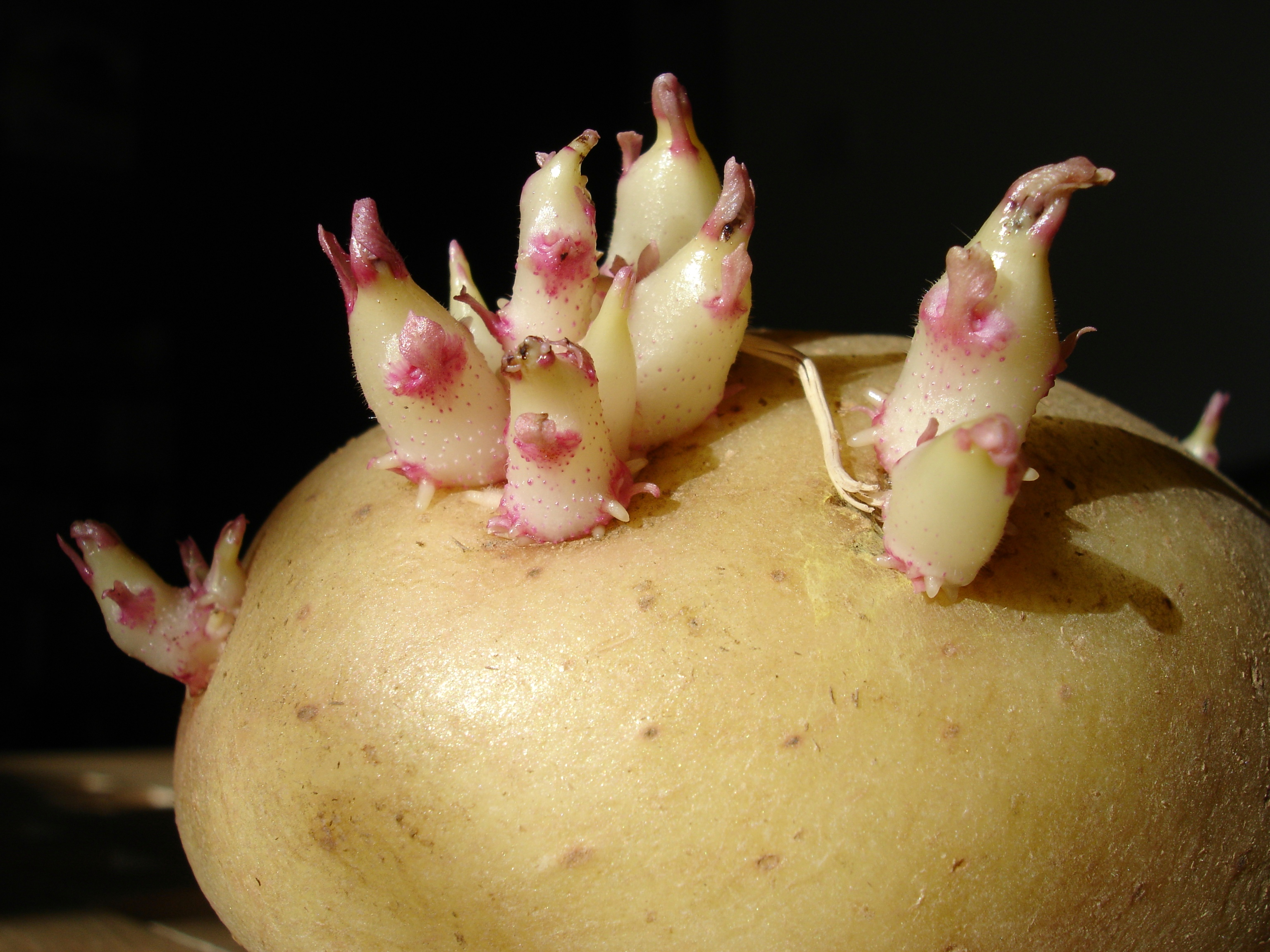
Kiełkująca bulwa

### Anatomia
Młode, podziemne bulwy pędowe okryte są epidermą, która stopniowo złuszcza się i zastępowana jest perydermą o grubości od 80 do 200 μm. Tkanka ta ogranicza straty wody z chroni przed urazami mechanicznymi, a także za pomocą przetchlinek prowadzi wymianę gazową. Poniżej tej warstwy znajduje się kora pierwotna (w części wewnętrznej dość bogata w skrobię), a jeszcze niżej wiązki przewodzące. Wiązki przewodzące tworzą pierścień wokół rdzenia z przewodzą substancje odżywcze z pędu do bulwy z kiełkujących z niej młodych roślin. Zewnętrzna część rdzenia jest głównym miejscem magazynowania skrobi w bulwie, podczas gdy wnętrze rdzenia jest bardziej wodniste z zawiera mniej substancji zapasowych. Do cech odmianowych należy zabarwienie miąższu, a proporcje wewnętrznej części rdzenia do zasobnej w skrobię części zewnętrznej stanowią o wartości technologicznej bulw.

### Cechy fitochemiczne
Roślina zawiera szereg glikoalkaloidów, z których najważniejsze to α-solanina i α-chakonina, a także alkaloidy tropanowe – kalisteginy. Glikoalkaloidy mają działanie antybakteryjne oraz zapewniają odporność na niektóre owady lub inne szkodniki w uprawach. W gatunku uprawianym stężenie metabolitów wtórnych jest niższe niż u spokrewnionych gatunków dzikich, które wytwarzają także dodatkowe glikoalkaloidy. Stężenia poniżej 200 mg/kg są nieszkodliwe dla ludzi i zwierząt, a nawet poprawiają smak bulw. Stężenia wyższe są toksyczne. Prawdopodobnie toksyczność dotyczy w większym stopniu ludzi niż zwierząt i może być związana z aktywnością antycholinesterazową oraz zaburzeniem przepuszczalności błon komórkowych, prowadzącą do zaburzenia działania układu pokarmowego oraz innych narządów. Badania dotyczące teratogeniczności glikoalkaloidów dają niejednoznaczne wyniki. Synteza glikoalkaloidów i kalistegin jest niezależna od siebie. Do wzrostu zawartości solaniny i chakoniny dochodzi podczas ekspozycji na światło oraz pod wpływem uszkodzenia bulw. Syntezy nie stymuluje podwyższona temperatura. Czynniki stymulujące syntezę glikoalkaloidów nie wpływają na poziom kalistegin. Toksyczne glikoalkaloidy występują w każdym z organów rośliny. Ich zawartość w bulwach zależy od odmiany, przy czym najstarsze odmiany zawierają więcej glikoalkaloidów. Synteza jest najbardziej intensywna w okresie kwitnienia i dotyczy głównie tkanek o wysokiej aktywności metabolicznej. W bulwach przeznaczonych do konsumpcji zawartość glikoalkaloidów mieści się w granicach 20–130 mg/kg świeżej masy. Przy zawartości powyżej 140 mg/kg świeżej masy, bulwy stają się gorzkie. Większość związków toksycznych zgromadzona jest w wierzchniej części bulwy – perydermie do głębokości około 1,5 mm. Większe jej koncentracje występują w pobliżu tzw. oczek, w bulwach niedojrzałych oraz pozieleniałych (rosnących z dostępem do światła). Przy czym na skórkę przypada 83–96% glikoalkaloidów, na korek 3–15%, a felodermę 1–3%. Obieranie zwykle pozbawia bulwy od 60 do 90% glikoalkaloidów.
Podczas przechowywania bulw w temperaturze od 4 do 10 °C udział w nich solaniny i glikoalkaloidów maleje, a w wyższych temperaturach rośnie. Zawartość tych związków w silnie porośniętych (kiełkujących) bulwach może przekraczać poziom bezpieczny dla zdrowia. Obróbka cieplna przy przygotowywaniu posiłków nie zmniejsza ich stężenia, ponieważ rozkład tych związków następuje dopiero w temperaturze 260 °C.

### Genetyka
Genom jądrowy ziemniaka został zsekwencjonowany i składa się z 844 Mpz. Na podstawie sekwencji oszacowano liczbę genów kodujących białka na 39031. Analizy dowodzą także dwóch wydarzeń o charakterze powielenia genomu w historii ewolucyjnej gatunku. Uprawiane rośliny są rozmnażane wegetatywnie, będąc wysoce heterozygotycznym autotetraploidem o liczbie chromosomów 2n=4x=48. Nagromadzenie mutacji w klonach jest prawdopodobną przyczyną depresji inbredowej.

## Fizjologia
Proces tworzenia bulw (tuberyzacja) regulowany jest przez fotoperiod oraz temperaturę. Czynniki te wpływają na inicjację procesu, a także na dystrybucję suchej masy i liczbę powstających bulw. Do tuberyzacji dochodzi w warunkach dnia krótkiego lub spadku temperatury. Przy niskich temperaturach fotoperiod nie wpływa na tempo wzrostu bulw. Wysokie temperatury oraz długi dzień opóźniają wzrost bulw. Niektóre odmiany podgatunku andigena tworzą bulwy wyłącznie w warunkach dnia krótkiego, a kwiaty w warunkach dnia długiego. Przerwanie okresu ciemności zapobiega powstawaniu bulw z indukuje przejście rośliny w fazę generatywną. Odbiór informacji o fotoperiodzie odbywa się przy udziale fitochromu. Długi dzień oraz niska temperatura wpływają na wytwarzanie cytokinin. Hormony te bezpośrednio indukują proces tuberyzacji. W hodowli in vitro niezbędne do tuberyzacji warunki środowiskowe mogą być zastąpione poprzez dodanie do pożywki cytokininy.

## Ekologia
Gatunek, jako powstały w wyniku hodowli, nie występuje naturalnie – poza roślinami przejściowo dziczejącymi. Spokrewnione z ziemniakiem gatunki dziko rosnące w Ameryce Południowej zasiedlają głównie siedliska ruderalne w warunkach klimatu umiarkowanego panującego na nizinach Chile i w Andach. Rośliny te spotykane są najczęściej na przydrożach, przychaciach, obrzeżach pól, na zrębach leśnych. W warunkach naturalnych pojawiają się w różnych siedliskach (na terenach skalistych, murawach wysokogórskich z brzegach rzek), w miejscach, gdzie pokrywa roślinna została z różnych powodów uszkodzona lub zniszczona. Różne gatunki preferują siedliska bogate w związki azotu, inne uboższe, ale łączy je to, że nie utrzymują się w miejscach o zwartej pokrywie roślinnej.
W rejonach uprawy na różnych kontynentach ziemniaki dziczeją dość często i utrzymują się przez jakiś czas na hałdach odpadów, polach i na poboczach dróg. W niektórych rejonach w Ameryce Południowej utrzymywała się (przynajmniej do połowy XX wieku) uprawa ekstensywna, w której rośliny rosły na polach półdziko – wykopywano corocznie tylko część bulw, pozwalając roślinom odnawiać się co roku w tym samym miejscu. W takich warunkach ziemniaki w tym samym miejscu rosły przez 15–20 lat.

## Systematyka
Ziemniak Solanum tuberosum to jeden z 7 uprawianych gatunków z rodzaju psianka należących do sekcji Petota Dumort. Sekcja ta obejmuje 206 gatunków i jest blisko spokrewniona z podobnymi morfologicznie, ale różniącymi się brakiem bulw gatunkami z sekcji Etuberosum (Bukasov & Kameraz) A. Child. Obie sekcje zaliczane są do podrodzaju Potatoe.
Gatunki w obrębie sekcji Petota są podobne morfologicznie i trudne do rozróżnienia, co skutkowało istotnymi problemami przy ustalaniu podziałów taksonomicznych w obrębie tych roślin. Odmiany andyjskie S. tuberosum wyhodowane zostały z występujących w stanie dzikim roślin z gatunku Solanum brevicaule. Niejasne jest pochodzenie odmian chilijskich, które według różnych autorów wywodzić się mogą z grupy odmian andyjskich, z odmian andyjskich skrzyżowanych z nieustalonym gatunkiem miejscowym, ew. wskazuje się też gatunek S. maglia Schltdl. jako macierzysty. Z kolei sam S. tuberosum w wyniku krzyżowania z gatunkami psianek z sekcji Acaulia Juz. i Megistacroloba Cárdenas & Hawkes stał się gatunkiem macierzystym dla innych gatunków uprawianych psianek – S. ajanhuiri Juz. & Bukasov, S. curtilobum Juz. & Bukasov i S. juzepczukii Bukasov. Wszystkie one uprawiane są tylko w krajach Ameryki Południowej.
Lektotyp gatunku wskazany został w 1956 roku. Jest nim roślina zebrana w Peru, znajdująca się w zielniku Karola Linneusza (Herb. Linn. No. 248.12).

## Nazewnictwo
Zwyczajowa nazwa botaniczna gatunku brzmi „psianka ziemniak”, z nazwą poboczną „ziemniak”.
Gatunek ze względu na swe znaczenie i popularność znany jest w Polsce pod licznymi nazwami lokalnymi:
- kartofel (z niem. Kartoffel) – powszechne praktycznie w całej Polsce, zwłaszcza etnolekt śląski
- barabola – dialekt południowokresowy (gwara lwowska)
- bulba – dialekt południowokresowy (gwara lwowska), gwara mazurska
- bùlwa – język kaszubski, gwara mazurska
- grula – gwary góralskie, zwłaszcza gwara podhalańska
- компера (czyt. kompera) – język łemkowski
- perka – (dawniej)
- pyra – gwara poznańska
- rzepa – Orawa, zachodnie Podhale
- swapka – Orawa (gwara orawska)
- ziymniok – Śląsk Cieszyński (gwara cieszyńska)
- zimjok – gwara sądecka
- ziomniok – górolsko godka (tzw. gwara łącka)

## Zastosowanie

### Roślina spożywcza

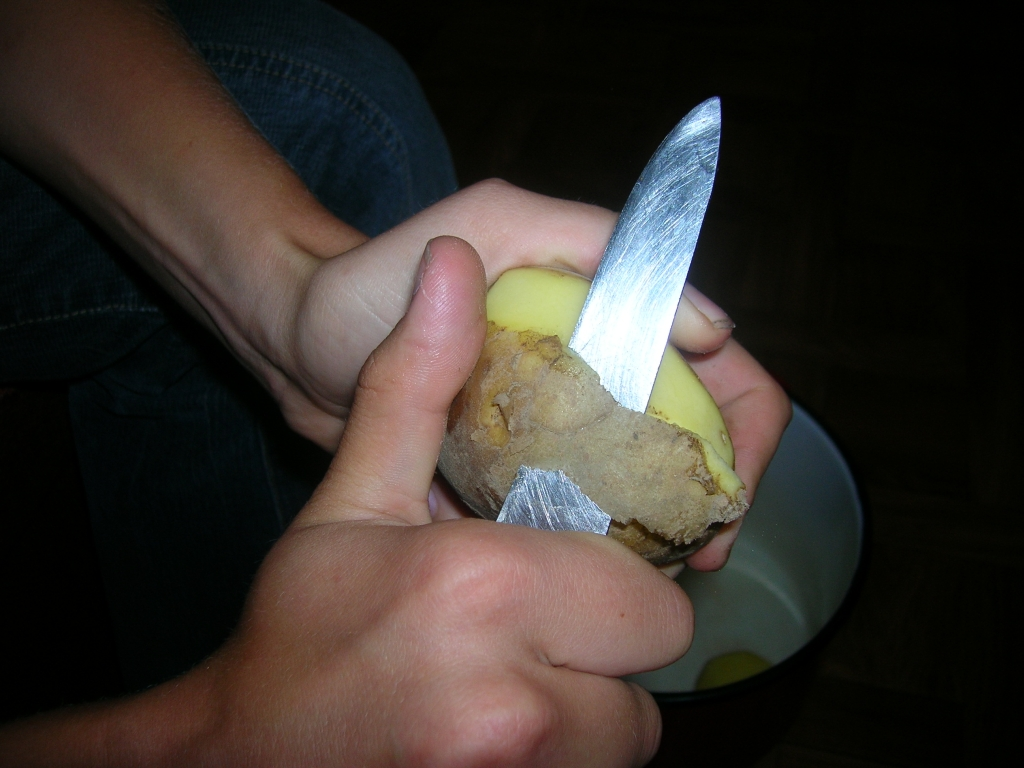
Obieranie bulwy ziemniaka

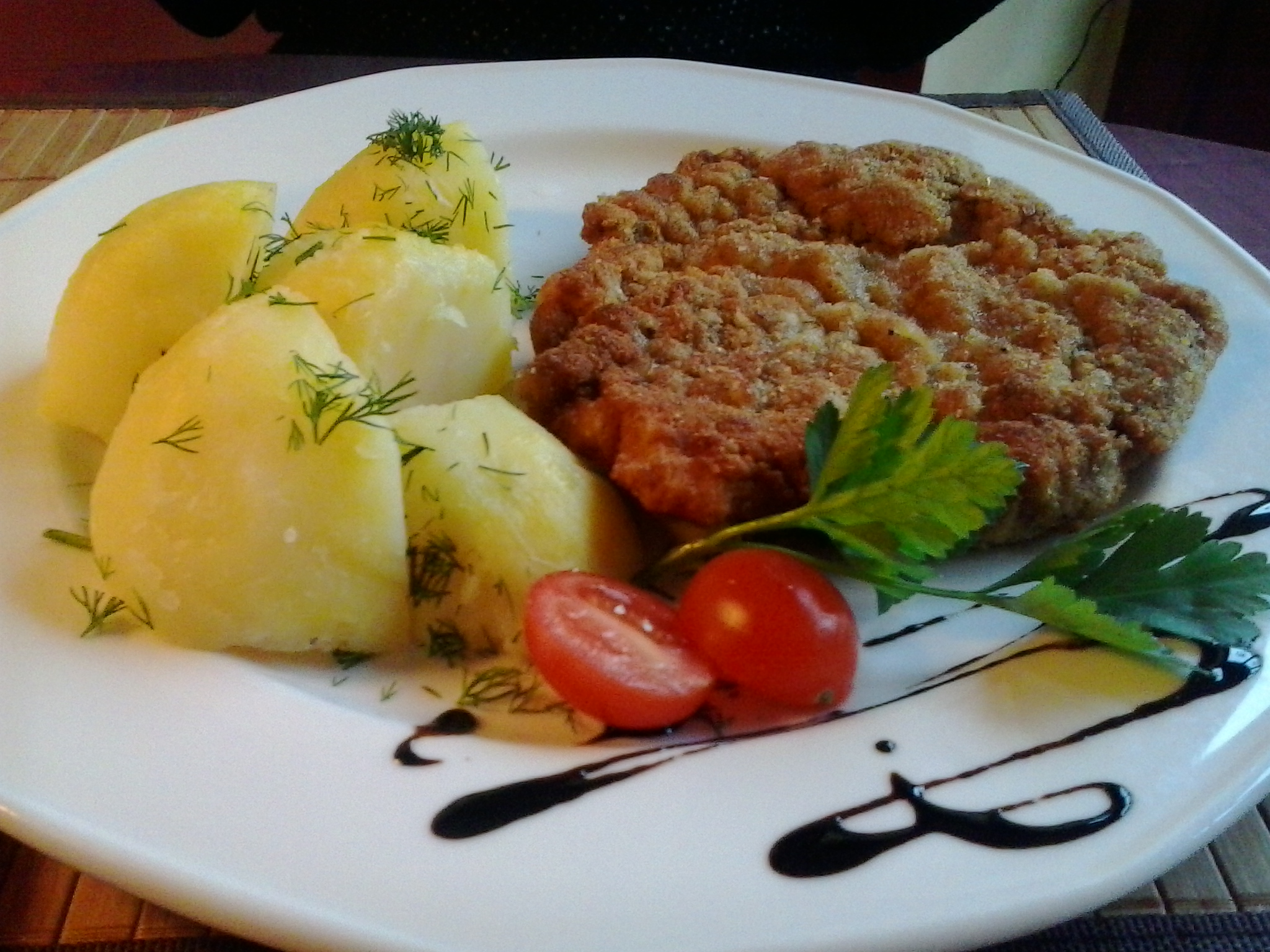
Kotlet schabowy z ugotowanymi bulwami ziemniaka

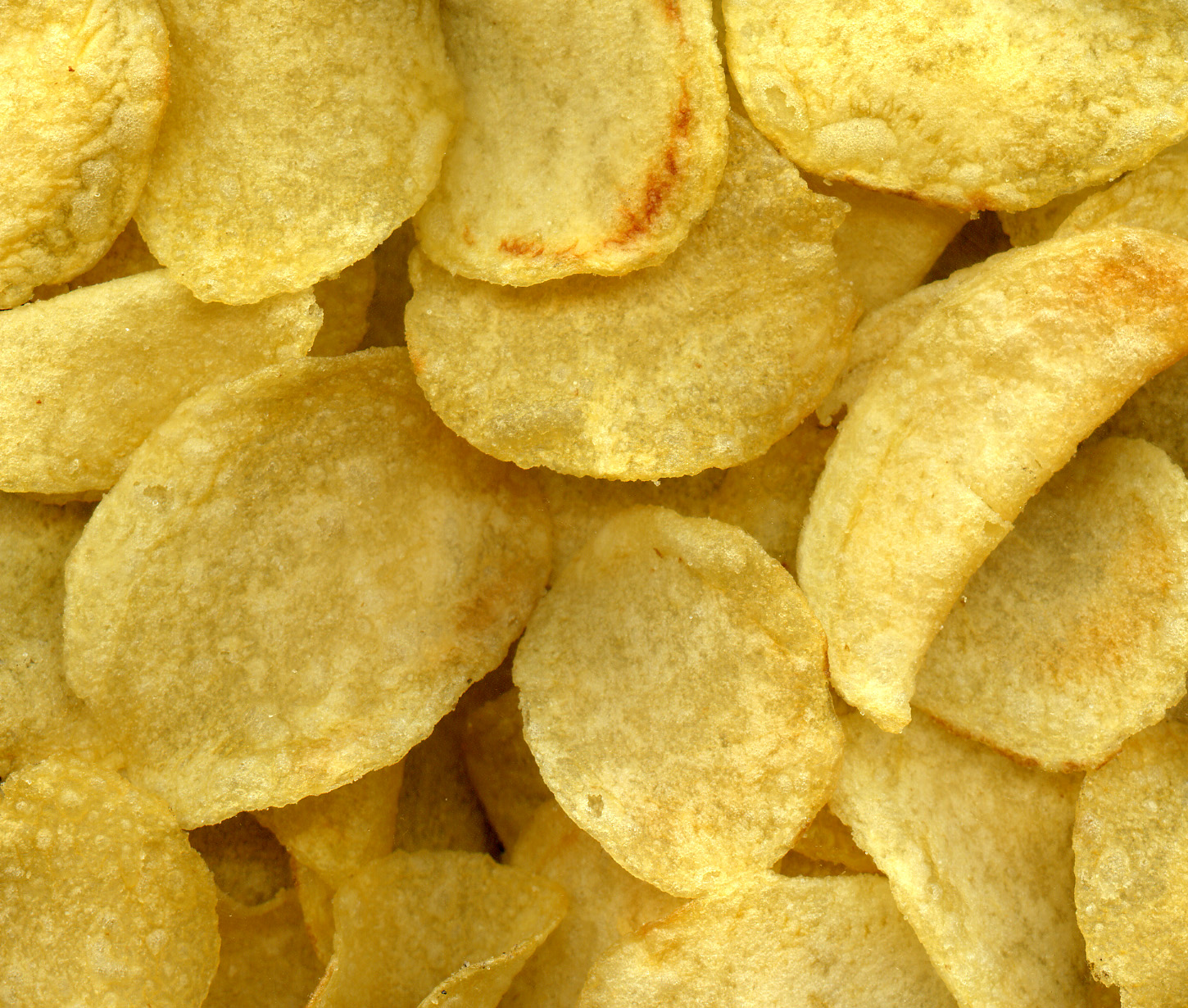
Chipsy z bulwy ziemniaka

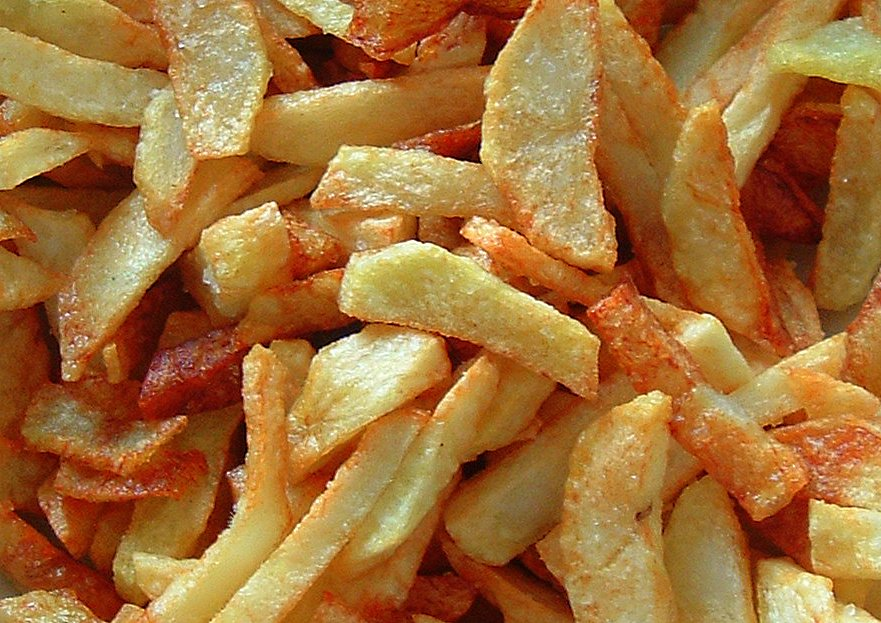
Frytki z bulwy ziemniaka

Ziemniak jest uprawiany w zdecydowanej większości krajów świata. Bulwy cenione są ze względu na wartości odżywcze oraz smakowe. Podstawowym składnikiem odżywczym jest skrobia, która w zależności od odmiany stanowi od 12% do 21% świeżej masy bulw. Drugą ważną grupą składników są białka i aminokwasy. W mniejszych ilościach występują w bulwach cukry rozpuszczalne (glukoza, fruktoza, sacharoza – łącznie około 1% świeżej masy), a także kwasy tłuszczowe (do 0,5% świeżej masy). Składniki mineralne takie jak wapń, chlor, żelazo, jod czy siarka stanowią od 0,5 do 2% masy bulw. Ziemniaki są także ważnym źródłem witaminy C, witaminy PP, tiaminy, ryboflawiny i witaminy B6. Zawartość poszczególnych składników zależy zarówno od warunków wzrostu roślin, jak i genotypu odmiany. Wśród andyjskich odmian ziemniaka zawartość witaminy C mieściła się w przedziale 217,70–689,47 ng g−1 suchej masy. Poza witaminą C w bulwach zawarte są także związki fenolowe o charakterze przeciwutleniaczy. Przebadane odmiany andyjskie zawierają od 1,12 do 12,37 mg równoważnika kwasu galusowego g−1 suchej masy.
Ze względu na właściwości prozdrowotne znaczenie zyskały odmiany o barwnym miąższu, zawierające antocyjany (np. francuska odmiana "Vitelotte"). Mogą one zapobiegać rozwojowi chorób sercowo-naczyniowych, nowotworów oraz degradacji siatkówki oka. Badania pokazały, że spożycie antocyjanów wiąże się z poprawą zdrowia w wielu aspektach. Poprawie ulega pamięć krótkotrwała, uczenie się werbalne i pamięć robocza, funkcje wykonawcze, funkcje wzrokowo-przestrzenne, umiejętności psychomotoryczne, uwaga i pamięć semantyczna. Zarejestrowano także znaczną poprawę nastroju – w tym przeciwdziałanie zmęczeniu oraz zmniejszenie lęku i depresji. Związki fenolowe i antocyjany odpowiedzialne za przeciwnowotworowe właściwości kolorowych odmian zachowywane są nawet po rocznym przechowywaniu przed przetworzeniem, po upieczeniu.
W czasie okupacji Polski w czasie II wojny światowej ziemniaki były stosunkowo łatwym do zdobycia pożywieniem. W związku z tym botaniczka Bolesława Starmach opracowała książkę Sto potraw z ziemniaków, którą wydano w okupacyjnej serii poradnikowej Radź sobie sam. W sztuce kulinarnej znalazły też zastosowanie obierki z ziemniaków.

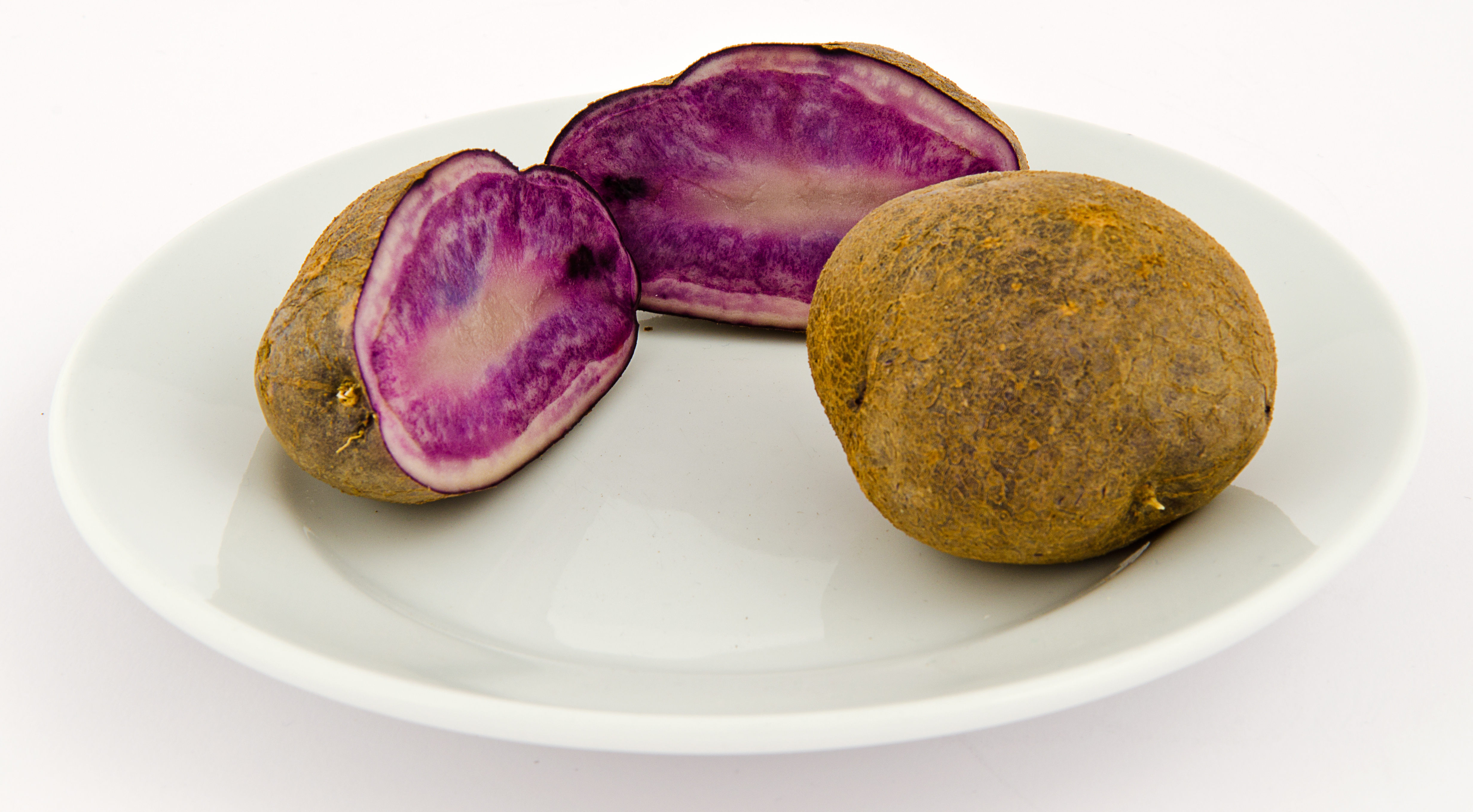
Odmiana o niebieskim miąższu
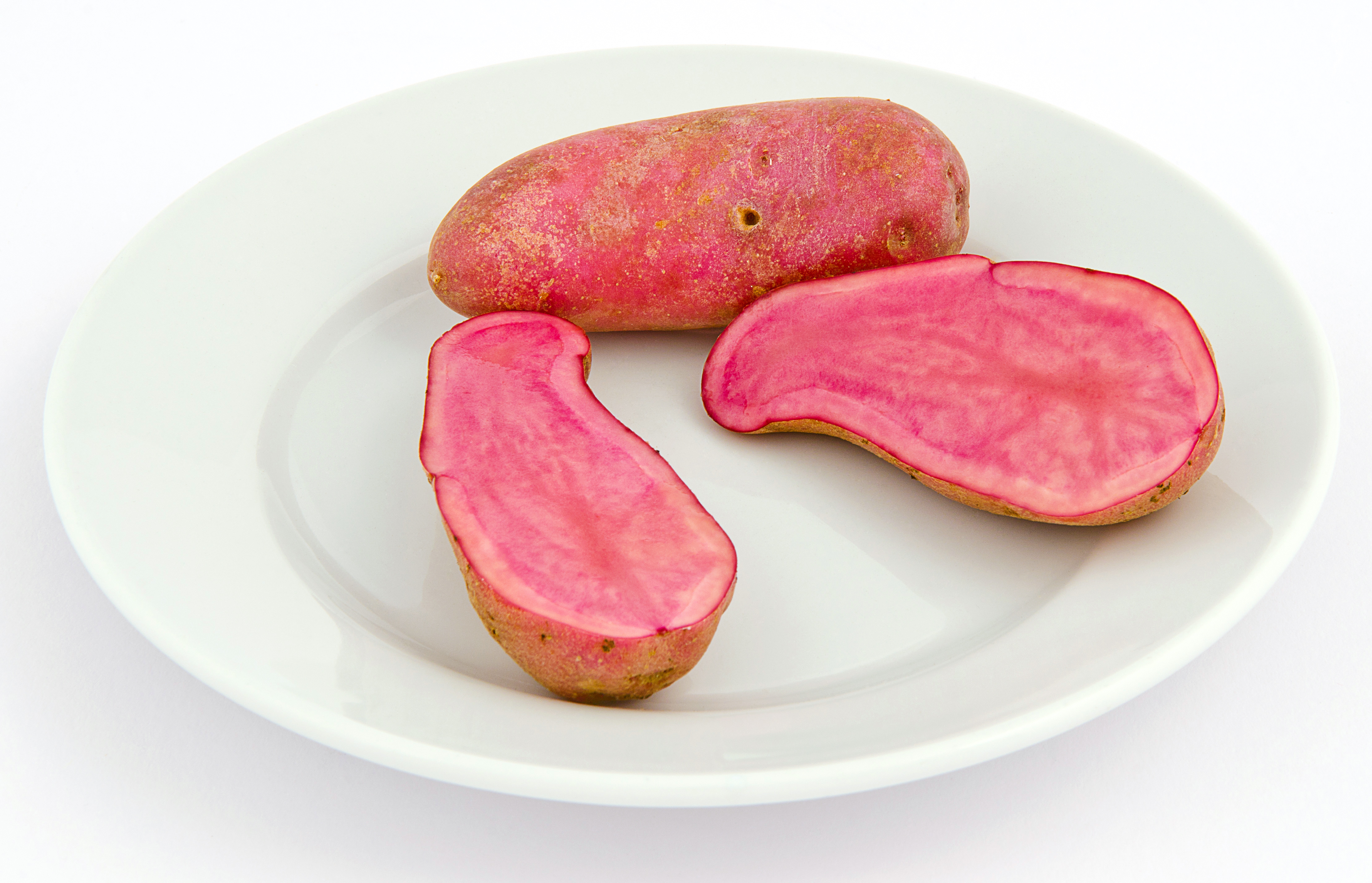
Odmiana o purpurowym miąższu
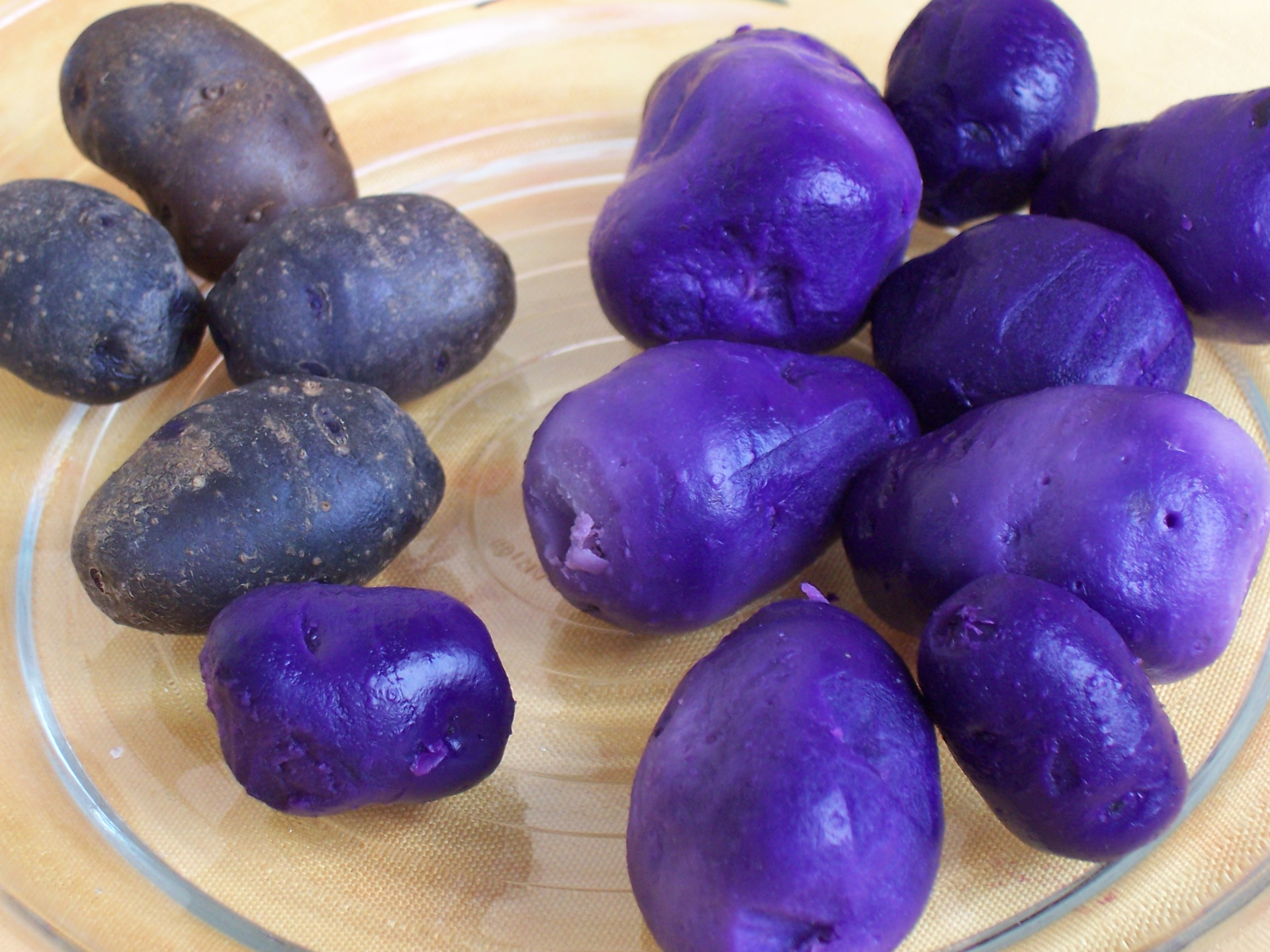
Odmiana o fioletowym miąższu ('Vitelotte')

Sztuka kulinarnaBulwy po poddaniu obróbce cieplnej stanowią cenny pokarm człowieka. Pozostałe części rośliny są trujące.

### Roślina pastewna
Ziemniak jest też ważną rośliną pastewną. W postaci ugotowanej był podstawą tradycyjnej metody żywienia świń.

### Roślina przemysłowa
Ziemniaka używa się do produkcji spirytusu oraz mączki ziemniaczanej – która jest niemalże czystą skrobią. Mączka ziemniaczana jest produktem używanym do wytwarzania wielu produktów spożywczych i przemysłowych.

## Uprawa

### Historia uprawy
Pierwsze uprawy ziemniaka pojawiły się w czasach prehistorycznych w Ameryce Południowej (środkowe Andy, tereny dawnego peruwiańskiego państwa Inków – Tahuantinsuyo). Prawdopodobnie ziemniaki nie były znane Europejczykom aż do wyprawy Pizarra w roku 1532, która dotarła w rejony Andów i północnej części Peru. Po raz pierwszy zostały opisane w roku 1537 na terenach obecnej Kolumbii. Botanicy w północnej części Europy opisali roślinę na przełomie XVI i XVII wieku. W części południowej zapewne uprawiano ziemniaki już wcześniej. Najstarsze dokumenty potwierdzające obecność ziemniaków w Europie pochodzą z roku 1573 oraz 1576 i powstały w Szpitalu de la Sangre w Sewilli. Zachowane dokumenty pozwalają także stwierdzić, że w listopadzie 1567 roku do Antwerpii zostały przywiezione ziemniaki z Gran Canarii. Prawdopodobnie więc ziemniaki do Europy trafiły pośrednio przez Wyspy Kanaryjskie. Uprawy stały się powszechne w XVII w. W XVII i XVIII wieku traktowane były również jako roślina ozdobna. W części Europy, po zauważeniu, że jest bardzo wydajną rośliną uprawną, wprowadzano ziemniaka do uprawy odgórnymi zarządzeniami (Fryderyk II Wielki w Prusach i Piotr I Wielki w Rosji).
We Francji wielkimi propagatorami ziemniaka byli aptekarz Antoine-Augustin Parmentier oraz król Ludwik XVI. Ten ostatni, by przełamać niechęć chłopów do nowinek, nakazał grodzenie małych plantacji ziemniaków i ich dozorowanie przez wojsko. Później świadomie przestawano ich pilnować, a okoliczna ludność, uznając, że nowa roślina musi być cenna, rozkradała plony bulw. Przyspieszyło to rozprzestrzenianie się uprawy ziemniaków.
W Rosji, w 1770 roku, Andriej Bołotow opublikował artykuł Primieczanije o kartofiele w czasopiśmie wydawanym w Petersburgu przez Wolne Towarzystwo Ekonomiczne. Nie tylko spopularyzował nazwę w Rosji, ale również pierwszy w Rosji rozpoczął ich uprawę. Wcześniej, w wydanej w 1765 roku pracy O razwiedienii ziemlanych jabłokow, nazywano ziemniaki „ziemnymi jabłkami”.
Przez długi czas trudności w przechowywaniu ziemniaków ograniczały odległy transport, a tym samym produkcję towarową – dostosowując ją do możliwości lokalnej konsumpcji i przetwórstwa. Wykorzystanie ziemniaków znacznie wzrosło po opracowaniu techniki ich magazynowania w kopcach, w których można je przechowywać aż do wiosny następnego roku. Rozwój technik transportu i odwadnianie bulw pozwoliły przezwyciężyć te ograniczenia. Mimo spadku areału upraw ziemniaków na świecie (z ok. 23 mln ha w latach 70. XX wieku do mniej niż 18 mln ha na przełomie XX i XXI wieku) za sprawą wzrostu plonów światowa produkcja nie maleje. Przed II wojną światową produkowano 200 mln ton ziemniaków, w połowie XX wieku ok. 250 mln ton, w latach 70. i w końcu XX wieku ok. 300 mln ton, w 2011 roku ponad 370 mln ton.
Zmienia się geografia upraw ziemniaka. Sukcesywnie maleje ich areał w krajach uprzemysłowionych Europy i Ameryki Północnej. Spadku produkcji w tych krajach nie równoważy wzrost plonów z hektara (w najwydajniejszych uprawach w Belgii, Holandii i Danii z 1 ha zbiera się ponad 400 q bulw). Sukcesywnie rosną areały i wydajność upraw w Azji Wschodniej i Południowej, w Ameryce Łacińskiej i na Bliskim Wschodzie. W Chinach produkcja wzrosła do 55 mln ton na przełomie wieków i ponad 88 mln t w 2011. W Indiach rozwój upraw ziemniaka nastąpił w drugiej połowie XX wieku i na jego koniec produkcja wynosiła ponad 19 mln ton, a w 2011 już ponad 42 mln ton.

### Produkcja ziemniaków

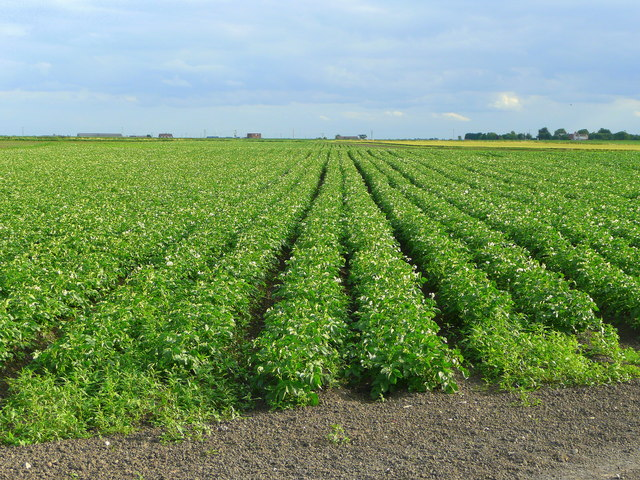
Uprawa redlinowa ziemniaka

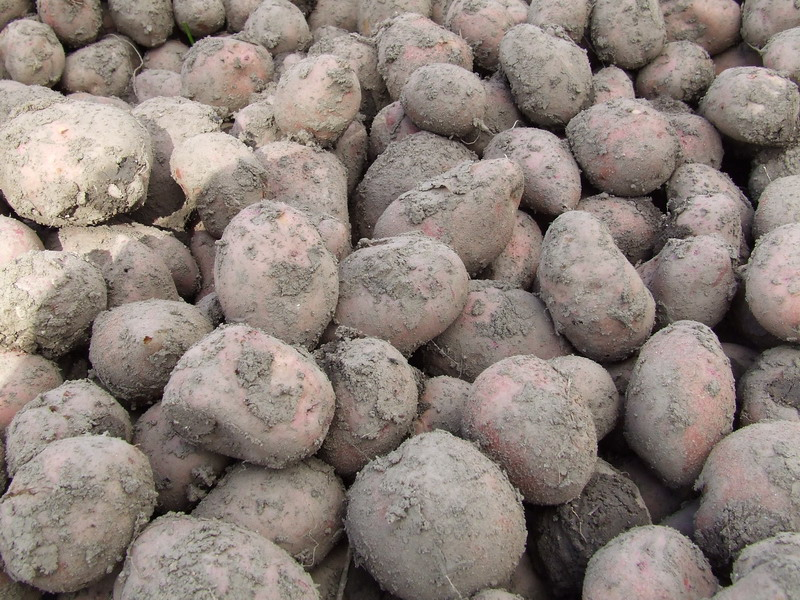
Wykopane bulwy

Najwięksi producenci ziemniaków na świecie to Chiny, Europa Wschodnia i Indie. Roczne zbiory ziemniaka w Polsce to ponad 9 mln ton (8. miejsce na świecie), a obszar upraw szacuje się na 329 tys. hektarów (2017 r.).
| Najwięksi producenci ziemniaków (2017) (w mln ton) | Najwięksi producenci ziemniaków (2017) (w mln ton) |
| -------------------------------------------------- | -------------------------------------------------- |
| Chiny                                              | 99,21                                              |
| Indie                                              | 48,6                                               |
| Rosja                                              | 29,59                                              |
| Ukraina                                            | 22,21                                              |
| Stany Zjednoczone                                  | 20,02                                              |
| Niemcy                                             | 11,72                                              |
| Bangladesz                                         | 10,22                                              |
| Polska                                             | 9,17                                               |
| Francja                                            | 7,34                                               |
| Białoruś                                           | 6,41                                               |
| Wielka Brytania                                    | 6,22                                               |
| Iran                                               | 5,1                                                |
| Łącznie na świecie                                 | 388,19                                             |

Produkcja ziemniaka w Polsce
Zbiory ziemniaka w 2014 r. wyniosły około 7,7 mln ton i były one wyższe w porównaniu z rokiem poprzednim o 8,1%, a o 22,2% większe od średnich zbiorów z lat 2006–2010. Pomimo tego powierzchnia uprawy ziemniaków na przestrzeni ostatnich kilkunastu lat zmniejsza się. W 2014 wynosiła ona 276,9 tys. ha i zmniejszyła się o 20% w porównaniu z rokiem poprzednim, a od lat 2006–2010 zmniejszyła się o około 47%. Bardzo duży udział w ogólnej powierzchni uprawy mają gospodarstwa indywidualne około 95%.
Powierzchnia uprawy, plony i zbiory ziemniaków
| Wyszczególnienie       | 2006–2010                | 2012                     | 2013                     | 2013                     | 2014          | 2014     |
| Wyszczególnienie       | w liczbach bezwzględnych | w liczbach bezwzględnych | w liczbach bezwzględnych | w liczbach bezwzględnych | 2006–2010=100 | 2013=100 |
| ---------------------- | ------------------------ | ------------------------ | ------------------------ | ------------------------ | ------------- | -------- |
| Powierzchnia w tys. ha | 525                      | 373                      | 346                      | 277                      | 52,8          | 80       |
| Plony w t/ha           | 18,8                     | 24,2                     | 21,0                     | 27,8                     | 14,8          | 13,2     |
| Zbiory w tys. ton      | 9877,2                   | 9041,3                   | 7290,4                   | 7689,2                   | 77,8          | 105,5    |

Plony ziemniaka według grup producentów
| Wyszczególnienie                        | 2006–2010 | 2012   | 2013   | 2014   | 2014          | 2014     |
| Wyszczególnienie                        | w t/ha    | w t/ha | w t/ha | w t/ha | 2006–2010=100 | 2013=100 |
| --------------------------------------- | --------- | ------ | ------ | ------ | ------------- | -------- |
| Ogółem w tym: gospodarstwa indywidualne | 18,8      | 24,2   | 21,0   | 27,8   | 15,0          | 13,2     |
| Ogółem w tym: gospodarstwa indywidualne | 19,6      | 23,8   | 20,5   | 27,2   | 13,9          | 13,3     |

Zbiory ziemniaków według grup producentów
| Wyszczególnienie                        | 2006–2010       | 2012            | 2013            | 2014            | 2014          | 2014     |
| --------------------------------------- | --------------- | --------------- | --------------- | --------------- | ------------- | -------- |
| Wyszczególnienie                        | w tysiącach ton | w tysiącach ton | w tysiącach ton | w tysiącach ton | 2006–2010=100 | 2013=100 |
| Ogółem w tym: gospodarstwa indywidualne | 9877,2          | 9041,3          | 7290,4          | 7689,2          | 77,8          | 105,5    |
| Ogółem w tym: gospodarstwa indywidualne | 7726,6          | 8549,8          | 6852,2          | 7143,7          | 92,5          | 104,3    |

Rolnicza charakterystyka odmian
| Odmiana     | Wymagania         | Wymagania        | Reakcja na: | Reakcja na:   | Reakcja na:           | Reakcja na:      | Przydatność do uprawy w plonie wtórym |
| Odmiana     | glebowe           | wodne            | nawożenie   | niedobór wody | późny termin sadzenia | podkiełkowywanie | Przydatność do uprawy w plonie wtórym |
| ----------- | ----------------- | ---------------- | ----------- | ------------- | --------------------- | ---------------- | ------------------------------------- |
| Pierwiostek | małe              | duże             | duża        | duża          | średnia               | duża             | mała                                  |
| Giewont     | średnie           | duże             | średnia     | średnia       | średnia               | duża             | mała                                  |
| Baca        | średnie           | duże do średnich | duża        | średnia       | duża                  | duża             | dość duża                             |
| Bem         | średnie           | średnie          | średnia     | średnia       | duża                  | duża             | średnia                               |
| Epoka       | średnie           | duże             | duża        | średnia       | średnia               | duża             | średnia                               |
| Orzeł       | średnie           | duże             | dość duża   | duża          | duża                  | duża             | duża                                  |
| Osa         | średnie           | duże             | dość duża   | duża          | średnia               | duża             | mała                                  |
| Bolko       | średnie           | średnie          | duża        | średnia       | duża                  | duża             | mała                                  |
| Flisak      | małe              | średnie          | średnia     | średnia       | duża                  | dość duża        | dość duża                             |
| Flora       | duże              | duże             | duża        | duża          | duża                  | średnia          | mała                                  |
| Lenino      | średnie           | duże             | średnia     | duża          | duża                  | średnia          | mała                                  |
| Merkur      | małe              | małe             | duża        | średnia       | dość duża             | średnia          | mała                                  |
| Uran        | średnie           | duże             | średnia     | duża          | średnia               | średnia          | średnia                               |
| Warta       | średnie           | średnie          | średnia     | średnia       | duża                  | dość duża        | mała                                  |
| Wisła       | średnie do małych | duże             | duża        | duża          | średnia               | dość duża        | mała                                  |
| Wulkan      | duże              | duże             | średnia     | średnia       | duża                  | dość duża        | dość duża                             |
| Wyszoborski | średnie           | duże             | duża        | duża          | duża                  | średnia          | mała                                  |

### Odmiany uprawne
W Peru utworzono największy na świecie bank genów ziemniaka. Zdeponowano w nim ponad 10 tysięcy odmian tej rośliny. Najstarszą zachowaną do dziś polską odmianą ziemniaka jest wyhodowana przez Henryka Dołkowskiego w 1893 r. odmiana Marius. Badaniem nowych odmian ziemniaka zajmuje się Instytut Ziemniaka, wchodzący w skład Instytutu Hodowli i Aklimatyzacji Roślin.
Odmiany ziemniaka dzieli się zazwyczaj ze względu na ich termin zbioru:
- bardzo wczesne: Krasa, Irys, Gloria, Denar, Berber, Lord, Irga
- wczesne: Nora, Augusta, Gracja, Vineta
- średnio wczesne: Ibis, Pirol, Żagiel, Satina, Kuba
- średnio późne: Bryza, Syrena, Zeus, Jasia, Molli
- późne: Uran, Lenino, Bzura, Ślęza, Sonda, Medea

Krajowy rejestr (KR) w Polsce zawiera 107 odmian ziemniaka, wśród których dominują odmiany jadalne.
- Altesse
- Amarant
- Amora
- Astana
- Aster
- Asterix
- Augusta
- Bellarosa
- Berber
- Bila
- Bohun
- Bojar
- Boryna
- Bryza
- Bzura
- Carrera
- Cedron
- Cekin
- Dali
- Denar
- Ditta
- Eurostar
- Fianna
- Finezja
- Folva
- Fresco
- Gardena
- Glada
- Gwiazda
- Harpun
- Hetman
- Hinga
- Honorata
- Ibis
- Ignacy
- Ikar
- Impala
- Impresja
- Innovator
- Inwestor
- Irga
- Irmina
- Irys
- Ismena
- Jasia
- Jelly
- Jubilat
- Jurata
- Jurek
- Justa
- Kaszub
- Kolia
- Kotwica
- Kuba
- Kuras
- Lady Claire
- Lady Rosetta
- Laskara
- Latona
- Lawenda
- Lawina
- Lech
- Longina
- Lord
- Madeleine
- Magnolia
- Malaga
- Manitou
- Mazur
- Michalina
- Mieszko
- Mila
- Miłek
- Oberon
- Orchestra
- Otolia
- Owacja
- Partner
- Pasat
- Pasja Pomorska
- Pierwiosnek
- Pogoria
- Pokusa
- Riviera
- Rudawa
- Rumpel
- Ruta
- Sagitta
- Salto
- Santé
- Satina
- Skawa
- Stokrotka
- Surmia
- Szyper
- Tacja
- Tajfun
- Tonacja
- Torpeda
- Victoria
- Vineta
- VR 808
- Werbena
- Widawa
- Zebra
- Zuzanna
- Żagiel

### Typy kulinarne
Odmiany ziemniaków jadalnych powinny odznaczać się owalnym kształtem bulw i ich jednakową wielkością, gładką skórką, niewielką liczbą oczek płytko osadzonych, dobrym smakiem i zapachem. Niepożądanymi cechami są: ostry smak, duża skłonność do ciemnienia w stanie surowym i po ugotowaniu. Odmiany jadalne ziemniaków dzielone są na następujące typy kulinarne:
- A – sałatkowe, polecane na sałatki i konserwy
- B – wszechstronnie użytkowe, polecane do zup, ciast ziemniaczanych, zapiekanek, frytek
- C – mączyste, polecane na purée, pyzy, placki ziemniaczane, ziemniaki pieczone
- D – bardzo mączyste i suche, mało przydatne w kuchni

### Wymagania klimatyczne i glebowe
Na plonowanie ziemniaka krytyczny wpływ mają opady. Optymalne zbiory zapewnia opad wynoszący 350 mm w okresie od kwietnia do września. Szczególny wpływ na plon ma ewentualny niedobór wody w okresie kwitnienia, ale też później, w okresie wzrostu bulw. W tym drugim okresie nadmierne opady mogą jednak też ograniczyć plon, zwłaszcza odmian średnio wczesnych. Ziemniak źle znosi przemienne występowanie okresów susz i intensywnych opadów.
Optymalny zakres temperatur podczas sadzenia to 7–8 °C. Optymalne dla wzrostu ziemniaka temperatury to ok. 20 °C w dzień i 15 °C w nocy. Przy temperaturze wynoszącej 29 °C i więcej wzrost ziemniaków nie następuje.
Najlepsze wyniki uprawy ziemniaka uzyskuje się na glebach gliniasto–piaszczystych o pH 5,5–6,5, pulchnych, zasobnych w składniki pokarmowe. Na glebach lekkich uprawa może być prowadzona z powodzeniem, pod warunkiem wykonywania nawodnień. Nie nadają się do uprawy ziemniaka gleby ciężkie i podmokłe.

### Choroby ziemniaka
- nieinfekcyjne: rdzawa plamistość miąższu bulw ziemniaka, brunatna pustowatość bulw ziemniaka, dzieciuchowatość bulw ziemniaka
- wirusowe: liściozwój ziemniaka; smugowatość ziemniaka, wiroza M ziemniaka, wiroza S ziemniaka, mozaika X ziemniaka, mozaika A ziemniaka, czopowatość bulw ziemniaka i pstra plamistość pędów ziemniaka, wrzecionowatość bulw ziemniaka, andyjska pstrość ziemniaka, andyjska utajona wiroza ziemniaka, wirusowa brązowa plamistość ziemniaka, wirusowa brunatna plamistość bulw ziemniaka, bukietowatość ziemniaka, jasna plamistość ziemniaka, mozaika aukuba ziemniaka, miotlastość wierzchołkowa ziemniaka, nekrotyczna plamistość ziemniaka, żółta karłowatość ziemniaka, stołbur
- bakteryjne: śluzak ziemniaka, bakterioza pierścieniowa ziemniaka, czarna nóżka ziemniaka, mokra zgnilizna bulw ziemniaka, parch zwykły ziemniaka
- wywołane przez pierwotniaki: parch prószysty ziemniaka
- wywołane przez lęgniowce i grzyby: rak ziemniaka, oosporoza ziemniaka, wodna przyranna zgnilizna bulw ziemniaka, różowa zgnilizna bulw ziemniaka, zaraza ziemniaka, rizoktonioza ziemniaka, szara pleśń, mączniak prawdziwy ziemniaka, chwościk ziemniaka, szara plamistość liści ziemniaka, rdza ziemniaka, głownia ziemniaka, alternarioza ziemniaka, werticilioza ziemniaka, parch srebrzysty ziemniaka, sucha zgnilizna bulw ziemniaka, fuzaryjne więdnięcie ziemniaka, antraknoza ziemniaka, fomoza ziemniaka, czarna zaraza ziemniaka, septorioza ziemniaka, septorioza liści ziemniaka, zgnilizna twardzikowa ziemniaka[62].

## Ziemniak w kulturze
Ze względu na długą historię upraw ziemniaka oraz związany z nią udział tej rośliny w ocaleniu przed śmiercią głodową milionów ludzi na świecie, Organizacja Narodów Zjednoczonych ogłosiła rok 2008 Międzynarodowym Rokiem Ziemniaka. Na grobowcu Fryderyka II w Poczdamie zwyczajowo kładzione są ziemniaki, na pamiątkę faktu, że sprowadził je do Prus oraz prowadził działania popularyzujące uprawę tej rośliny .
Wykopki, czyli zbiór ziemniaków z pola, to wydarzenie będące zwyczajowo pretekstem do świętowania. Na przykład w Stanach Zjednoczonych w stanie Michigan w wiosce Posen, każdego roku organizowana jest impreza gastronomiczna Posen Potato Festival.

### Pomniki ziemniaka

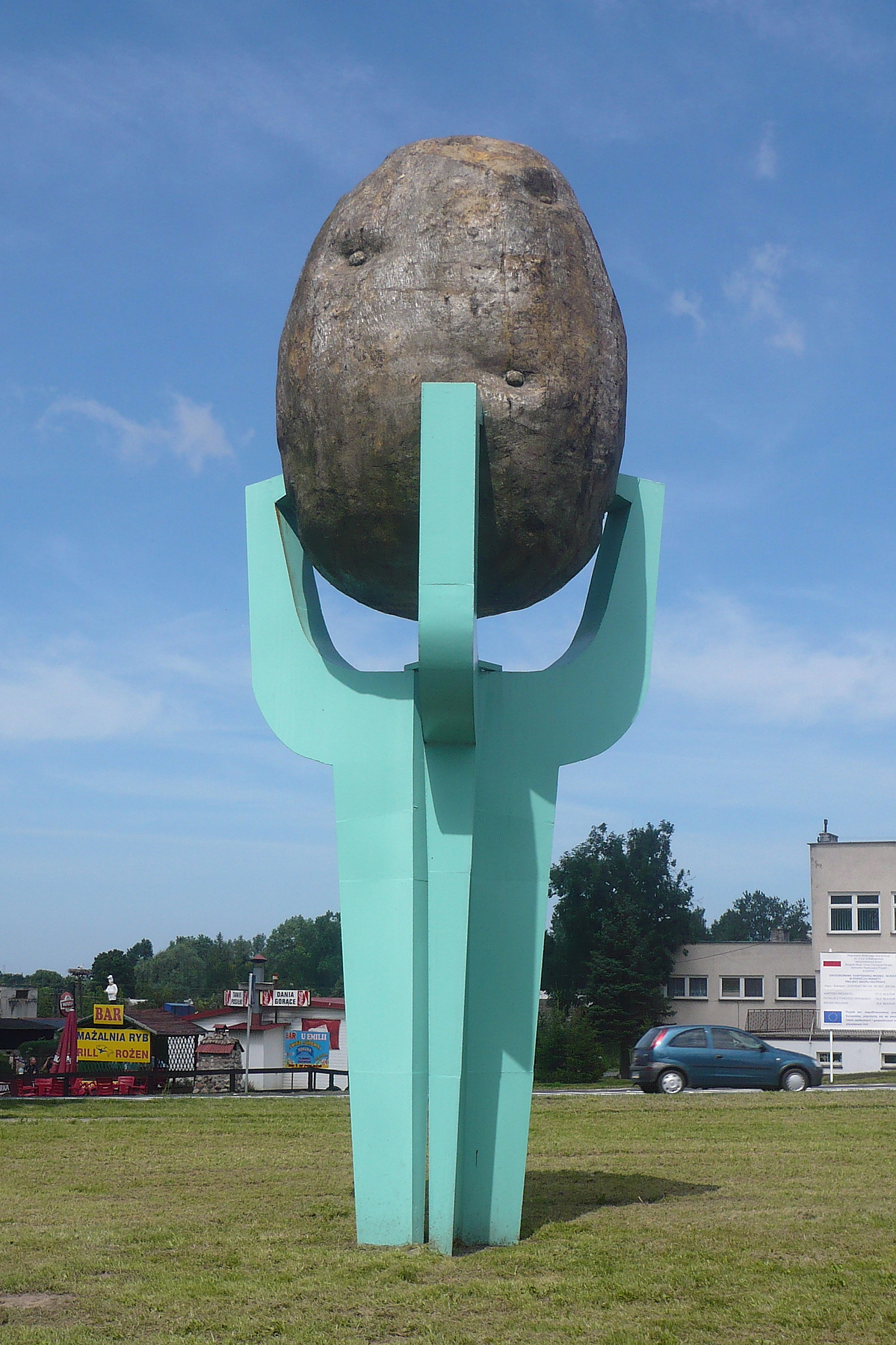
Pomnik ziemniaka w Biesiekierzu
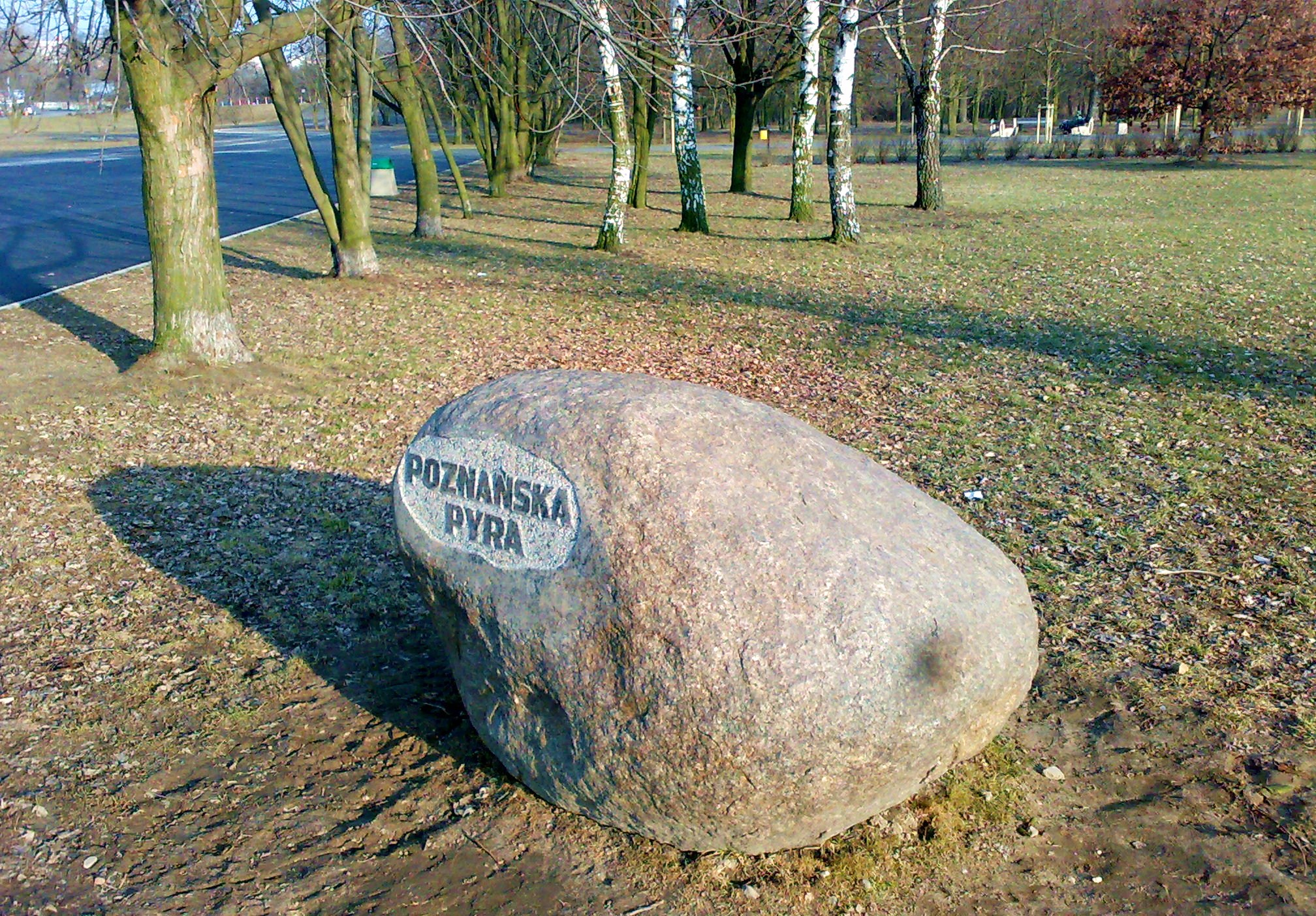
Pomnik Pyry w Poznaniu

W Polsce istnieją dwa monumenty poświęcone ziemniakowi – w Biesiekierzu oraz w Poznaniu, na Łęgach Dębińskich (Pomnik Pyry). W 2008 odsłonięto pomnik ziemniaka w słoweńskiej miejscowości Šenčur (koło Kranj). Pomnik ziemniaka istnieje także w parku poświęconym tej roślinie w chorwackiej miejscowości Belica w żupanii medzimurskiej (wzniesiony 26 sierpnia 2007 jako pierwszy taki pomnik na świecie), w ścianie kościoła w austriackiej miejscowości Prinzendorf, w Muzeum Ziemniaka w Idaho (USA).

### Odniesienia w literaturze
- Adam Mickiewicz – Kartofla. Poemko we czterech pieśniach – utwór poetycki z 1821 (przyjmuje się okres powstania na 1818–1821)
- o różnych odmianach ziemniaka pisał Alexandre Dumas w swoim Wielkim słowniku kuchni z 1873 roku[72]
- wzmianka o uprawie fioletowych ziemniaków występuje w powieści Tajemnicza wyspa Juliusza Verne z roku 1874[73]